# Can Gallart (Аргентона)
Can Gallart (также известная как Can Gallard) — историческая усадьба, расположенная в городе Аржентона, Каталония, Испания. Построенная в начале XX века, она представляет собой монументальный шале с нерегулярной архитектурной структурой, включающей несколько отдельных корпусов. Здание сочетает элементы неоклассического стиля с характерными крышами, покрытыми глазурованной черепицей.

## История

### Архитектура
Первоначальный проект усадьбы разработал каталонский архитектор Жозеп Пуч-и-Кадафальк, один из ключевых представителей каталонского модернизма. В конце 1960-х годов здание было реконструировано архитектором Энрик Пучгалí, который внес в проект собственные архитектурные штрихи, адаптируя его к новым требованиям времени.

### Первые владельцы
Первым владельцем усадьбы был Жауме Гальярт-и-Мартí, в честь которого она получила свое название. Семья Гальярт сыграла значительную роль в развитии региона, а сама усадьба на протяжении своей истории неоднократно меняла функции и владельцев.

### Происхождение названия
Название «Can Gallart» происходит от фамилии семьи Гальярт. В каталонском языке «Can» является сокращением от «casa de», что буквально переводится как «Дом Гальяртов».

### Усадьба во времена Гражданской войны
Во время Гражданская война в Испании (1936—1939) усадьба использовалась в качестве католической школы и пансиона для студентов, получавших религиозное образование. Этот период отражает адаптивное использование здания, которое служило разным целям в зависимости от исторических обстоятельств.

## Современное состояние
В настоящее время усадьба Can Gallart остается значимой архитектурной достопримечательностью Аргентоны. Благодаря своей истории и архитектурным особенностям она является объектом интереса среди исследователей каталонского модернизма и исторического наследия региона.

## Галерея
Категория на Wikimedia Commons